# Dikerogammarus bispinosus
Dikerogammarus bispinosus is een vlokreeftensoort uit de familie van de Gammaridae. De wetenschappelijke naam van de soort is voor het eerst geldig gepubliceerd in 1925 door Martynov.